# William Osula
William Idamudia Daugaard Osula (* 4. August 2003 in Kopenhagen, Dänemark) ist ein dänischer Fußballspieler. Er spielt in England für Newcastle United. Des Weiteren gehört er zum Kader dänischer Nachwuchsnationalmannschaften.

## Persönliches
William Osula ist als Sohn eines Nigerianers und einer Dänin in Kopenhagen geboren und aufgewachsen. Er besitzt auch die doppelte Staatsbürgerschaft.

## Karriere

### Verein
William Osula lebte in Kopenhagen und spielte bei Kjøbenhavns Boldklub, bevor er mit seiner Familie ins Vereinigte Königreich zog. Am 16. März 2022 gab er – im Trikot von Sheffield United – im Alter von 18 Jahren beim torlosen Unentschieden beim FC Blackpool sein Profidebüt in der EFL Championship. Osula kam bis zum Saisonende auf insgesamt fünf Einsätze für Sheffield United und qualifizierte sich mit seinem Verein für die Aufstiegs-Play-offs, wo sie im Halbfinale gegen Nottingham Forest ausschieden. Er wurde kurz vor Ende der Sommertransferperiode der Saison 2022/23 in die League One an Derby County verliehen, In der englischen Drittklassigkeit kam William Osula regelmäßig zu Einsätzen außerhalb der zweiten Mannschaft oder den Pokalwettbewerben, war aber oftmals Einwechselspieler. Im Januar 2023 wurde der Leihvertrag wieder aufgelöst. In der Folgezeit spielte er im Ligaalltag lediglich zweimal. Sheffield United stieg zum Saisonende wieder in die Premier League auf und dort spielte Osula in 21 Partien, aber er stand nur neun Mal in der Anfangself. Sheffield United stieg umgehend wieder in die Championship ab.
Im August 2024 wechselte er zu Newcastle United.

### Nationalmannschaft
William Osula debütierte am 23. Februar 2023 bei der 2:3-Niederlage im Testspiel im spanischen San Pedro del Pinatar gegen die Ungarn für die U19 Dänemarks. Am 16. Juni 2023 folgte sein Einstand bei der U21-Nationalmannschaft der Dänen, als er beim 2:1-Sieg im EM-Qualifikationsspiel in Jonava gegen den litauischen Gastgeber eingesetzt wurde.